# پیرت یارویس
پیرت یارویس (استونیایی: Piret Järvis؛ زادهٔ ۶ فوریهٔ ۱۹۸۴) یک خواننده پاپ اهل استونی است.
وی که از اعضای گروه وانیلا نینیا بوده است به همراه آن به نمایندگی از کشور سوئیس در مسابقه آواز یوروویژن ۲۰۰۵ شرکت کرده است.

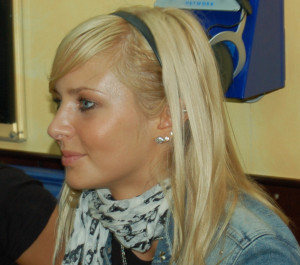
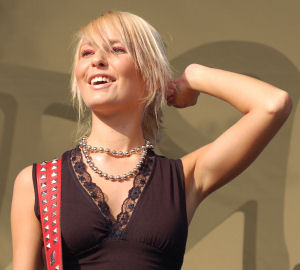